# ガイン族
ガイン族（ガインぞく、Ngaing）は、パプアニューギニアに住む少数民族。

## 居住地
ニューギニア北東海岸、マダン州サイドール近くに住んでいる。居住地は険しい尾根と峡谷に富んだ山岳地帯で、いたるところに流れの急な川がある。交通が不便なので、くり抜き型の太鼓を鳴らして連絡を取り合っていた。

## 生活
交易を経済基盤とし、ビンロウジュの実、木鉢、樹皮布と交換に、土製の鍋、シアジ・ビーズ、塩、魚、海産物を得る。
ヤムイモ類、タロイモ、バナナ類を栽培している。

## 宗教
昔からの祖先崇拝は、キリスト教の普及により影が薄くなった。